# 奥马尔·费尔瓦纳
奥马尔·费尔瓦纳（阿拉伯語：عمر فروانة；1956年2月7日—2023年10月15日）是巴勒斯坦的婦產科醫師與學者，曾任加沙伊斯蘭大學醫學院院長與教授。他出生於加薩走廊薩布拉，於1982年自埃及開羅大學獲內外全科醫學士學位，專業為婦產科學，後來他又於英國里茲大學獲生理學博士學位。1992年12月17日，在尼西姆·托萊達諾謀殺案發生後，费尔瓦纳與另外414名哈馬斯與巴勒斯坦伊斯蘭聖戰運動成員被以色列驅逐至以色列佔領區外的南黎巴嫩地區，他遂在當地開設診所，並為當地醫療委員會成員。
2023年10月15日，以色列—哈馬斯戰爭期間，奥马尔·费尔瓦纳與其妻、子女和孫子、孫女等家人在加薩走廊南部特拉哈瓦的住家被以色列空襲炸死。
奥马尔·费尔瓦纳的父親為巴勒斯坦詩人薩勒·奧馬爾·費爾瓦那。